# USS Flying Fish (SS-229)
USS Flying Fish (SS-229) – amerykański okręt podwodny typu Gato. Był to pierwszy, masowo produkowany okręt typu wojennego. Okręt wszedł do służby w amerykańskiej flocie podwodnej 3 dni po japońskim ataku na Pearl Harbor.
W dniu 28 maja 1954 roku został wykreślony z listy aktywnych okrętów United States Navy.
W trakcie wojny podwodnej na Pacyfiku przeprowadził 12 patroli bojowych, w trakcie których zatopił japońskie jednostki o łącznej pojemności 58 306 ton.